# 吉井町 (岡山県)
吉井町（よしいちょう）は、かつて岡山県の中東部（赤磐郡）にあった町である。町名は町の東部を流れる吉井川に由来し、町域は旧赤坂郡・磐梨郡の双方にまたがる。現在は赤磐郡他3町との合併により赤磐市となっている。
2000年にツチノコ発見騒動があり、以来町役場に「つちのこ探検隊」が結成された。「つちのこ基金条例」を制定し生体捕獲した者には2,000万円の懸賞金を出すなど、町おこしを兼ねてツチノコ探索に取り組んでいた。

## 地理
吉井町は岡山県の南東部、現在の赤磐市東北部に位置した。町の大半は山林が占めていた。町の中心地の周匝地区は吉井川の氾濫原でもある。

## 農業
主要な農産物は、水稲、きゅうり、ぶどうなど。

## 産業
地元で収穫されたブドウを主原料にした「是里（これさと）ワイン」がつくられている。是里農村公園にはワイン記念館があり、多目的広場、遊具などが整備されている。

## 観光
仁堀地区には、中世ドイツの農村や建物を再現した体験型のテーマパーク｢岡山農業公園ドイツの森クローネンベルク｣がある。
沓石地区には、400mm反射望遠鏡や視聴覚室など備えた天文台｢吉井竜天天文台公園｣がある。標高470mの屋外観測場からは瀬戸内海まで見渡せる。

## 沿革
- 1954年（昭和29年）3月1日 - 赤磐郡周匝村、山方村、佐伯北村が合併して町制を施行し吉井町となる。
- 1956年（昭和31年）9月30日 - 仁堀村、布都美村の一部を編入。
- 2005年（平成17年）3月7日 - 赤磐郡山陽町・熊山町・赤坂町との合併により赤磐市となる。同日吉井町廃止。

## 教育

### 小学校
- 赤磐市立城南小学校 - 旧周匝小学校・旧黒本小学校・旧佐伯北小学校が統合した。
- 赤磐市立仁美小学校 - 旧仁堀小学校・旧布都美小学校が統合した。

### 中学校
- 赤磐市立吉井中学校 - 旧城南中学校・旧仁美中学校が統合した。

### 高等学校
- 旧・岡山県立備作高等学校 - 現在廃校。2005年度に募集停止。2007年3月に閉校。岡山県立和気閑谷高等学校に統合された。

## 交通
町内を走る鉄道、高速道路はない。かつては同和鉱業片上鉄道線が市内を走っていた。
自動車専用道路
- 美作岡山道路 (吉井IC)

一般国道
- 国道374号
- 国道484号

県道
- 岡山県道27号岡山吉井線
- 岡山県道52号勝央仁堀中線
- 岡山県道255号仁堀中御津線
- 岡山県道257号坂辺吉井線
- 岡山県道265号周匝久米南線
- 岡山県道351号藤原吉井線
- 岡山県道417号和気吉井線
- 岡山県道467号上二ヶ小鎌線
- 岡山県道468号平岡小鎌線